# Ludwig I. (Nassau-Weilburg)
Ludwig I. von Nassau-Weilburg (* um 1473; † 28. Mai 1523) war von 1492 bis 1523 Graf von Nassau-Weilburg.

## Leben
Er war Sohn Johanns III. (1441–1480) und Enkel Philipps II. von Nassau-Weilburg. Seine Mutter war Elisabeth von Hessen (1454–1489), Tochter des Landgrafen Ludwig des Friedfertigen.
Der Vater starb bereits 1480. Ludwig stand daher zunächst unter der Vormundschaft des Großvaters und ab 1488 unter der des Erzbischofs Berthold von Mainz und des Landgrafen Wilhelm II. von Hessen. In deren Auftrag leiteten Eberhard von Merenberg und Eberhard Stümmel die Regierungsgeschäfte.
Nachdem er selbst die Regentschaft übernommen hatte, wurde 1491 die Erbeinigung mit dem Haus Nassau-Saarbrücken vereinbart. Die Herrschaft gab er bereits 1496 wieder ab, als er Johann Ludwig von Nassau-Saarbrücken als Kurator bestimmte und diesem die Regierungsgeschäfte übergab.
Seit 1501 war er mit Maria Margaretha, Tochter von Graf Adolf III. von Nassau-Wiesbaden-Idstein, verheiratet. Aus der Ehe gingen sechs Kinder hervor. Drei von ihnen starben bereits im Kindesalter. Unter den überlebenden Kindern waren:
- Philipp (* 20. September 1504; † 4. Oktober 1559)

⚭ 1523 Elisabeth von Sayn († 5. Februar 1531)
⚭ 1536 Anna von Mansfeld († 26. Dezember 1537)
⚭ 1541 Amalie von Isenburg-Büdingen (* 23. Juni 1522; † 18. Mai 1579)
- Anna (* 7. Oktober 1505; † 28. November 1564) ⚭  1523  Johann III. von Nassau-Beilstein (1495–1561)

Begraben wurde er im Stift St. Walpurgis in Weilburg. Dort ist seine Grabplatte erhalten.